# Marxa musical
|  | Aquest article tracta sobre la composició musical. Vegeu-ne altres significats a «Marxa (desambiguació)». |

Una marxa és una peça musical de ritme regular i accentuat generalment en compàs binari, destinada a acompanyar desfilades militars i processons. S'ha fet servir també com a moviment dins de la sonata, la suite.
També és molt freqüent en òperes. Els exemples més coneguts serien la marxa nupcial de Lohengrin, de Wagner, la triomfal d'Aida, de Verdi, i diverses marxes d'algunes òperes i obres orquestrals de Mozart.